# Stazione di Mérida
La stazione di Mérida (in spagnolo Estación de Mérida) è una stazione ferroviaria posta lungo la linea Ciudad Real-Badajoz che serve la cittadina spagnola di Mérida.

## Storia
La stazione, costruita dalla Compañía de los Caminos de Hierro de Ciudad Real a Badajoz y Madrid, fu inaugurata il 18 luglio 1864. Entrò in servizio pochi giorni dopo.